# Mitologia finlandesa
A mitologia finlandesa possui muitos aspectos compartilhados com os Povos fínicos na Mitologia estoniana e com seu vizinhos não-fínicos, os Bálticos e os Escandinavos. Seu mitos são também compartilhados com outros populações de Línguas fino-úgricas, como os lapões. A mitologia finlandesa sobreviveu com a tradição oral de poemas míticos cantados e com o folclore no Século XVIII.
Apesar da influência gradual das culturas ao redor, à significância do deus-céu em uma maneira Henoteica, o deus-pai "Ukko" (Ancião, Homem Velho) era originalmente so um espírito da natureza com todos os outros. O animal mais sagrado, cujo nome real nunca era proferido em voz alta, era o Urso. O urso era visto como a incorporação dos antepassados - por isso era chamado por vários eufemismos: "Mesikämmen" (Pata de Hidromel), "Otso" ("Grande Sobrancelha"), "Kontio" ("Morador da Terra"), Metsän Kuningas (Rei da Floresta).

## Cosmogonia
| A Abóbada celeste B Estrela Polar C Coluna |  | D Kinahmi, o turbilhão E Região do Norte, Pohjola F Regiões habitáveis |  | G Lintukoto, os limites da Terra H Mundo dos mortos : Tuonela, provavelmente sob a Terra |

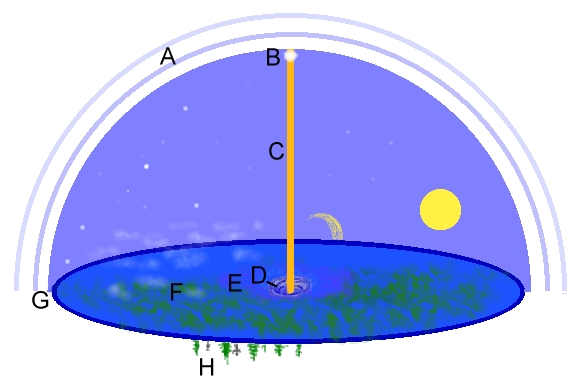
Estrutura do mundo segundo a mitologia finlandesa

O mundo foi criado pela explosão de um ovo de ave. O céu é formado pelo topo da casca do ovo e é suportado por uma coluna de adesão à terra pela Estrela Polar. O movimento das estrelas é explicado pela rotação do céu e da coluna. Esta rotação cria um enorme turbilhão ao nível do solo. Este turbilhão representa o acesso ao mundo dos mortos, Tuonela.
A terra é considerada como plana e circular. Aos limites da terra está  Lintukoto  ("pássaros casa"). Esta região é suposta ser uma área quente, onde os pássaros vão passar o inverno. Os pássaros são muito importantes na mitologia finlandesa como eles fornecem a alma dos seres humanos no momento do nascimento e prevalecem no momento da morte. Em algumas áreas, era costume de usar um amuleto em forma de pássaro para proteger a perda de sua alma nos sonhos.

## Tuonela
Todos os mortos iam a Tuonela, não há distinções entre os "bons" e os "maus". Tuonela é uma espécie de cidade escura e sem vida, onde os mortos dormem por toda a eternidade. Alguns xamãs foram supostos poder viajar para Tuonela quando eles caíam em transe. Assim, eles podiam se comunicar com os mortos. Para chegar neste mundo, as almas dos mortos tinham que atravessar um rio escuro.

## Ukko
Ukko é o deus mais importante do panteão finlandês.